# Grupo Desportivo e Recreativo "Os Lobinhos"
O Grupo Desportivo e Recreativo "Os Lobinhos" foi fundado em 25 de outubro de 1947. É um clube desportivo, cultural e recreativo, localizado na aldeia de Vale de Lobos da Freguesia de Almargem do Bispo e concelho de Sintra. Sediada na Rua Visconde De Asseca, nº 16 Vale de Lobos, na freguesia de Almargem do Bispo, no concelho de Sintra.  Modalidades mais representativas do clube: Futsal, Hóquei em Patins e Patinagem Artística.

## Títulos
Futsal
Taça Nacional Feminina de Futsal 1997/98 [carece de fontes?]
Hóquei em Patins
Campeonato Nacional Feminino 2010/11 [carece de fontes?]
Taça de Portugal Feminina 2011/12 
Taça de Portugal Feminina 2010/11 [carece de fontes?]
Supertaça Feminina 2011[carece de fontes?]
Campeonato Nacional Veteranos 2017
Patinagem Artística Feminino
Campeão Europeu Patinagem Artística Juvenil Feminino
Campeão Nacional Patinagem Artística Juvenil Feminino
Campeão Nacional de Quarteto Cadetes de Show e Precisão de Patinagem Artística